# Portugal Continental

Mapa de Portugal Continental

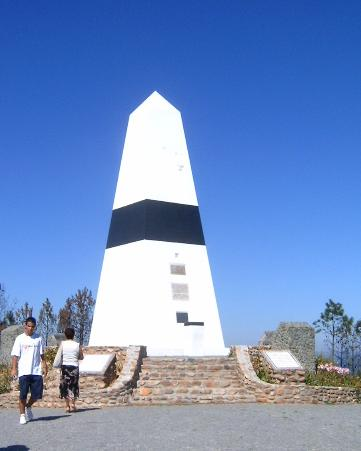
Marco trigonométrico que assinala o centro geodésico de
Portugal Continental, em Melriça, perto de Vila de Rei.

Portugal Continental  é a designação atribuída ao território continental português, situado na Península Ibérica. É uma das três NUTS 1 de Portugal. A designação é usada para diferenciar o território continental (o Continente) dos arquipélagos atlânticos dos Açores e da Madeira (as ilhas ou regiões autónomas).
Compreende 278 dos 308 municípios, 89 015 km² dos 92 145 km² do território nacional (96,6%), e 9 857 593 dos 10 344 802 habitantes que nele habitam (95,3%).